# Meruert Karmenowa
Meruert Karmenowa (kaz. Меруерт Карменова; ur. 22 maja 1993 w Pawłodarze) – kazachska skrzypaczka, laureatka II nagrody na Międzynarodowym Konkursie Skrzypcowym im. Henryka Wieniawskiego w 2022.

## Biografia
Zaczęła grać na skrzypcach w wieku pięciu lat. Karmenowa w latach 2004-2012 uczyła się w Szkole Muzycznej im. Gniesinych w Moskwie u Tatiany Berkul. W latach W latach 2012–2017 studiowała w Konserwatorium Moskiewskim. 
W 2007 zajęła drugie miejsce w Międzynarodowym Konkursie im. Ojstracha w Moskwie. W 2008 zdobyła pierwszą nagrodę w Międzynarodowym Konkursie Skrzypcowym w Astanie. W 2010 nagrodę w Ludwig van Beethoven International Violin Competition w Austrii, jak również European Music Games Competition w Kazachstanie oraz I nagrodę w Konkursie Smyczków Klasycznych w Rydze. W 2018 r. była rezydentką w Queen Elisabeth Music Chapel. 
W 2022 zajęła drugie miejsce w Międzynarodowym Konkursie Skrzypcowym im. Henryka Wieniawskiego, gdzie wyróżniała się muzykalnością. 